# Воинские звания и знаки различия Вооружённых сил Аргентины
Воинские звания Аргентины (исп. Rangos militares de Argentina) — это воинские звания и знаки различия, используемые в Вооружённых силах Аргентинской Республики (исп. Fuerzas Armadas argentinas, FF.AA.). Определяют положение (права, обязанности) военнослужащих между видами войск. Воинские звания присваиваются как признание заслуг, особых отличий, служебной квалификации. Знаками различия военнослужащих являются погоны и нарукавные нашивки.

## Сухопутные войска Аргентины
Для военнослужащих сухопутных войск знаками различия являются погоны. На погонах младшего и старшего офицерского состава до полковника включительно погоны не имеют канта. От звания старший полковник до генерал-лейтенанта (четырёхзвёздный генерал по классификации НАТО) погоны имеют красный кант по периметру.
Звезды на погонах выполнены в виде стилизованного изображения солнца, на погонах от майора и выше — золотого цвета, на погонах младших офицеров — серебристого цвета.
Офицеры в звании от старшего полковника до генерал-лейтенанта имеют также на лацканах форменной верхней одежды (пальто) венок из золотых листьев.

### Генералы и офицеры
| Категории (код НАТО)                  | Генералы (OF-9—OF-6) | Генералы (OF-9—OF-6) | Генералы (OF-9—OF-6) | Генералы (OF-9—OF-6) | Старшие офицеры (OF-5—OF-3) | Старшие офицеры (OF-5—OF-3) | Старшие офицеры (OF-5—OF-3) | Младшие офицеры (OF-2 и OF-1) | Младшие офицеры (OF-2 и OF-1) | Младшие офицеры (OF-2 и OF-1) |
| ------------------------------------- | -------------------- | -------------------- | -------------------- | -------------------- | --------------------------- | --------------------------- | --------------------------- | ----------------------------- | ----------------------------- | ----------------------------- |
| Погон                                 |                      |                      |                      |                      |                             |                             |                             |                               |                               |                               |
| Знак различия на полевую форму одежды | —                    | —                    | —                    | —                    |                             |                             |                             |                               |                               |                               |
| Аргентинское название                 | Teniente general     | General de división  | General de brigada   | Coronel mayor        | Coronel                     | Teniente coronel            | Mayor                       | Capitán                       | Teniente primero              | Teniente                      |
| Аналог США                            | General              | Lieutenant general   | Major general        | Brigadier general    | Colonel                     | Lieutenant colonel          | Major                       | Captain                       | First lieutenant              | Second lieutenant             |
| Российское соответствие               | Генерал-полковник    | Генерал-лейтенант    | Генерал-майор        | Нет                  | Полковник                   | Подполковник                | Майор                       | Капитан                       | Старший лейтенант             | Лейтенант                     |

### Подофицеры и солдаты
| Категории (код НАТО)           | Старшие унтер-офицеры (OR-9—OF-7) | Старшие унтер-офицеры (OR-9—OF-7) | Старшие унтер-офицеры (OR-9—OF-7) | Старшие унтер-офицеры (OR-9—OF-7) | Старшие унтер-офицеры (OR-9—OF-7) | Младшие унтер-офицеры (OR-6—OR-4) | Младшие унтер-офицеры (OR-6—OR-4) | Солдаты (OR-3—OR-2)   | Солдаты (OR-3—OR-2)   | Солдаты (OR-3—OR-2)               |
| ------------------------------ | --------------------------------- | --------------------------------- | --------------------------------- | --------------------------------- | --------------------------------- | --------------------------------- | --------------------------------- | --------------------- | --------------------- | --------------------------------- |
| Погон/нарукавный знак различия |                                   |                                   |                                   |                                   |                                   |                                   |                                   |                       |                       |                                   |
| Аргентинское название          | Suboficial mayor                  | Suboficial principal              | Sargento ayudante                 | Sargento primero                  | Sargento                          | Cabo primero                      | Cabo                              | Voluntario de primera | Voluntario de segunda | Voluntario de segunda en comisión |
| Аналог США                     | Sergeant major                    | First sergeant                    | Master sergeant                   | Sergeant first class              | Staff Sergeant                    | Sergeant                          | Corporal                          | Private first class   | Private               | —                                 |
| Российское соответствие        | —                                 | Старший прапорщик                 | Прапорщик                         | Старшина                          | Старший сержант                   | Сержант                           | Младший сержант                   | Ефрейтор              | Рядовой               | —                                 |

## Военно-воздушные силы Аргентины

### Генералы и офицеры
| Категории (код НАТО)     | Генералы (OF-9—OF-6) | Генералы (OF-9—OF-6) | Генералы (OF-9—OF-6) | Генералы (OF-9—OF-6) | Старшие офицеры (OF-5—OF-3) | Старшие офицеры (OF-5—OF-3) | Старшие офицеры (OF-5—OF-3) | Младшие офицеры (OF-2 и OF-1) | Младшие офицеры (OF-2 и OF-1) | Младшие офицеры (OF-2 и OF-1) |
| ------------------------ | -------------------- | -------------------- | -------------------- | -------------------- | --------------------------- | --------------------------- | --------------------------- | ----------------------------- | ----------------------------- | ----------------------------- |
| Погон                    |                      |                      |                      | —                    |                             |                             |                             |                               |                               |                               |
| Нарукавный знак различия |                      |                      |                      |                      |                             |                             |                             |                               |                               |                               |
| Аргентинское название    | Brigadier general    | Brigadier mayor      | Brigadier            | Comodoro mayor       | Comodoro                    | Vicecomodoro                | Mayor                       | Capitán                       | Primer teniente               | Teniente                      |
| Аналог США               | General              | Lieutenant general   | Major general        | Brigadier general    | Colonel                     | Lieutenant colonel          | Major                       | Captain                       | First lieutenant              | Second lieutenant             |
| Российское соответствие  | Генерал-полковник    | Генерал-лейтенант    | Генерал-майор        | —                    | Полковник                   | Подполковник                | Майор                       | Капитан                       | Старший лейтенант             | Лейтенант                     |

### Подофицеры и солдаты
| Категории (код НАТО)           | Старшие унтер-офицеры (OR-9—OF-5) | Старшие унтер-офицеры (OR-9—OF-5) | Старшие унтер-офицеры (OR-9—OF-5) | Старшие унтер-офицеры (OR-9—OF-5) | Старшие унтер-офицеры (OR-9—OF-5) | Младшие унтер-офицеры (OR-4—OR-3) | Младшие унтер-офицеры (OR-4—OR-3) | Солдаты (OR-2)        | Солдаты (OR-2)        |
| ------------------------------ | --------------------------------- | --------------------------------- | --------------------------------- | --------------------------------- | --------------------------------- | --------------------------------- | --------------------------------- | --------------------- | --------------------- |
| Погон/нарукавный знак различия |                                   |                                   |                                   |                                   |                                   |                                   |                                   |                       |                       |
| Аргентинское название          | Suboficial mayor                  | Suboficial principal              | Suboficial ayudante               | Suboficial auxiliar               | Cabo principal                    | Cabo primero                      | Cabo                              | Voluntario de primera | Voluntario de segunda |
| Аналог США                     | Chief master sergeant             | Senior master sergeant            | Master sergeant                   | Master sergeant                   | Technical sergeant                | Staff sergeant                    | Senior airman                     | Airman first class    | Airman                |
| Российское соответствие        | —                                 | Старший прапорщик                 | Прапорщик                         | Старшина                          | Старший сержант                   | Сержант                           | Младший сержант                   | Ефрейтор              | Рядовой               |

## Военно-морские силы Аргентины

### Адмиралы и офицеры
| Категории (код НАТО)     | Адмиралы (OF-9—OF-6) | Адмиралы (OF-9—OF-6) | Адмиралы (OF-9—OF-6) | Адмиралы (OF-9—OF-6)      | Старшие офицеры (OF-5—OF-3) | Старшие офицеры (OF-5—OF-3) | Старшие офицеры (OF-5—OF-3) | Младшие офицеры (OF-2 и OF-1) | Младшие офицеры (OF-2 и OF-1) | Младшие офицеры (OF-2 и OF-1) |
| ------------------------ | -------------------- | -------------------- | -------------------- | ------------------------- | --------------------------- | --------------------------- | --------------------------- | ----------------------------- | ----------------------------- | ----------------------------- |
| Погон                    |                      |                      |                      |                           |                             |                             |                             |                               |                               |                               |
| Нарукавный знак различия |                      |                      |                      |                           |                             |                             |                             |                               |                               |                               |
| Аргентинское название    | Almirante            | Vicealmirante        | Contraalmirante      | Comodoro de marina        | Capitán de navío            | Capitán de fragata          | Capitán de corbeta          | Teniente de navío             | Teniente de fragata           | Teniente de corbeta           |
| Аналог США               | Admiral              | Vice admiral         | Rear admiral         | Rear admiral (lower half) | Captain                     | Commander                   | Lieutenant commander        | Lieutenant                    | Lieutenant (junior grade)     | Ensign                        |
| Российское соответствие  | Адмирал              | Вице-адмирал         | Контр-адмирал        | —                         | Капитан 1-го ранга          | Капитан 2-го ранга          | Капитан 3-го ранга          | Капитан-лейтенант             | Старший лейтенант             | Лейтенант                     |

### Подофицеры и матросы
| Категории (код НАТО)           | Старшие унтер-офицеры (OR-9—OF-5) | Старшие унтер-офицеры (OR-9—OF-5) | Старшие унтер-офицеры (OR-9—OF-5) | Старшие унтер-офицеры (OR-9—OF-5) | Старшие унтер-офицеры (OR-9—OF-5) | Младшие унтер-офицеры (OR-4—OR-3) | Младшие унтер-офицеры (OR-4—OR-3) | Матросы (OR-2)      | Матросы (OR-2)      |
| ------------------------------ | --------------------------------- | --------------------------------- | --------------------------------- | --------------------------------- | --------------------------------- | --------------------------------- | --------------------------------- | ------------------- | ------------------- |
| Погон/нарукавный знак различия |                                   |                                   |                                   |                                   |                                   |                                   |                                   |                     |                     |
| Аргентинское название          | Suboficial mayor                  | Suboficial principal              | Suboficial primero                | Suboficial segundo                | Cabo principal                    | Cabo primero                      | Cabo segundo                      | Marinero de primera | Marinero de segunda |
| Аналог США                     | Master chief petty officer        | Senior chief petty officer        | Chief petty officer               | Chief petty officer               | Petty officer first class         | Petty officer second class        | Petty officer third class         | Seaman first class  | Seaman              |
| Российское соответствие        | —                                 | Старший мичман                    | Мичман                            | Главный корабельный старшина      | Главный старшина                  | Старшина первой статьи            | Старшина второй статьи            | Старший матрос      | Матрос              |